# Королівство вандалів і аланів
Королівство вандалів і аланів (лат. Regnum Vandalorum et Alanorum), відоме також як Африканське королівство (лат. Regnum Africae) та Карфагенське королівство — держава, яка існувала в V—VI сторіччях в Північній Африці (сучасному Магрибі). Певний час королівству належали також Балеарські острови, Корсика, Сардинія і Сицилія.
Було створене в 439 році ватажком колишніх федератів імперії — вандалів Гейзеріхом після захоплення ним Карфагена. Починаючи із спадкоємця Гейзеріха — Гунеріха африканські королі йменували себе «королями вандалів і аланів» (лат. rex Vandalorum et Alanorum).
534 року внаслідок Вандальської війни королівство знищив візантійський полководець Велізарій, а його територія була приєднана до імперії і перетворена на «преторіанську префектуру Африка» (згодом — Африканський екзархат).

## Устрій
На чолі держави стояв король, що з 442 року мав необмежену владу. Король був законодавцем і головним суддею — принаймні відомо, що володар особисто засуджував до страти деяких підданих.
Королю були підкорядковані військо та флот. Але фактичне його становище, як командувача, залежало насамперед від особистих талантів та якостей — якщо Ґейзерих міцно тримав військове керівництво в своїх руках, то Гільдерих на це був явно не здатний (зазвичай у цих справах його заміняв небіж).
Контроль над військом забезпечував королю контроль над державою. Без авторитету серед вояків король не мав шансів утриматися на троні. Через це Ґейзерих, до якого армія ставилася з великою повагою, зміг протриматись на троні довше за наступників. Водночас, саме Гейзерих поділив військо на кілька частин — чи то для більшої мобільності, чи то через побоювання, що вояки можуть вийти з-під його контролю.
Через широку владу короля, аристократія мала певну силу лише за правління слабкодухого Гільдериха, адже саме на неї спирався під час перевороту Гелімер. Це може свідчити про те, що утримування знаті в певних межах також залежало лише від особистого авторитету і внутрішньої політики короля. Принаймі верхівку знаті складали близькі родичі короля — відомо, що саме вони першими отримали землю і рабів після прибуття до Африки.
Населення королівства складали прибульці-вандали та колишні римські громадяни, що мешкали в Африці до приходу германців. Загалом, переселенці складали лише кілька відсотків людності краю. Проте обіймали привілейоване становище — зокрема не платили податків. Лише вандали могли бути вояками, брали участь у грабіжницьких походах проти сусідніх племен та держав, і відповідно розраховувати на здобич. Життя за рахунок награбованого призвело до того, що королівство не змогло розвинути виробництво, тому і не створила бази для подальшого розвитку. Місцеве населення, порівняно навіть з рядовими вандалами, жило вкрай тяжко, як, втім, і за римської влади. Єдине полегшення стосувалося податків, які за вандальської влади були знижені (до того ж Ґейзерих знищив усю попередню римську податкову документацію).
Правове становище прибульців та римського населення відрізнялося ще й тим, що жили вони за різним законодавством — успадкованим від імперії для романізованих мешканців і власним зведенням законів для вандалів, яке звалося «вандальською правдою». До того ж, із часів Гунериха посилювався антагонізм між офіційною аріанською церквою та нікейським християнством, що залишалося віросповіданням абсолютної більшості місцевого населення. Прихильність королів до аріанської церкви можна пояснити тим, що вандальське королівство було розташоване у найбільш романізованому (після Італії) регіоні імперії, тож якщо б вандали прийняли саме нікейську форму християнства, їм загрожувала асиміляція, адже до Африки нові їхні одноплемінники не прибували. Водночас, саме релігійний розкол серед підданих і породжена ним прихована опозиційність більшості населення до уряду були чи не головною причиною слабкості Африканського королівства.

## Королі
Гейзеріх (429—477)
Гейзеріха вважають найвидатнішим королем вандалів. Його правління відзначилось перемогами і реформами. Гейзеріх прагнув зміцнення королівської влади, і тому створив заповіт, що мав статус закону про престолонаслідування — за ним владу успадковував не найстарший син короля, а найстарший член всієї династії Асдинґів. Так можливість узурпації влади регентом зводилася до мінімуму, як і можливість боротьби за трон. Він був єдиним королем, що зміг приборкати племена берберів і тримати їх у подальшій покорі до своєї смерті,, не даючи безкарно грабувати вандальське та місцеве населення
Гунеріх (477—484)
Про правління Гунеріха інформації менше. Однак відомо, що королівська влада за нього послабшала: посилились релігійні гоніння, при цьому явно послабилась військова міць: повстали берберські племена маврусіїв, які відчували, що із смертю Гейзеріха зникла і міць королівства. В цілому можна оцінити правління Гунеріха як початок ослаблення королівської влади, падіння військової могутності, швидше за все через романізації вандалів, звички до розкоші і відсутності важливих державних рішень
Гунтамунд (484—496)
Про правління Гунтамунда можна дізнатися лише те, що він постійно воював з маврусіями і продовжував гоніння на ортодоксальних християн. Більше відомостей про Гунтамунда немає, з чого можна припустити, що за 12 років свого правління цей король нічого видатного не зробив.
Тразамунд (496—523)
Правління Тразамунда ознаменувалося ще більшим ослабленням військової могутності вандальського королівства. Тразамунд розумів, що релігійна політика Гунеріха не виправдала себе і веде скоріше до ослаблення влади. Він зробив перехід у аріанське християнство добровільним, роздаючи тим, що її прийняли, посади та землі. Він уклав династичний шлюб із готським королем Теодорихом, отримавши за це один з мисів Сицилії і тисячу військовиків.
У цілому в правління Тразамунда, як і раніше, йде поступове ослаблення королівської влади і військової могутності королівства, хоча Тразамунд і намагався через зміну політичних курсів зміцнити свою владу. У даній ситуації зміна релігійної політики швидше погіршило становище, так як високі пости люди стали отримувати не за вірну службу, а за зміну віри, тобто чисто корисливі мотиви штовхали людей на перехід в аріанство.
Гільдерік (523—530)
Правління Гльдеріка є апогей слабкості королівської влади. На троні опинився правитель, нездатний воювати, недалекоглядний, тобто в умовах вандальского королівства нездатний правити взагалі. Гільдерих заохочував ортодоксальне християнство, міцно дружив з Юстиніаном, розірвавши партнерські відносини з Теодорихом.
У цілому всю політику Гільдеріка можна вважати провальною: ослаблення військової могутності королівства і падіння статусу королівської влади, яка призвела до перевороту Гелімера. Чергова зміна курсу зовнішньої політики з орієнтацією на Візантію в майбутньому стало приводом для експедиції Велізарія. Ніколи раніше авторитет королівської влади не був такий слабкий: навіть і армією Гільдерих не керує, що для вандалів було абсолютно незбагненним.
Гелімер (530—534)
Гелімер — останній вандальский король. Нелегітимний, оскільки порушив заповіт Гейзеріха. Хоча він і казав, що Гільдериха скинув не він, а вандальський народ, це твердження неможливо ні підтвердити, ні спростувати, адже ми не знаємо всіх положень Гейзеріхового заповіту, у якому міг існувати і пункт про можливість повалення нездатного на рішучі дії.